# Dornbirn
Dornbirn (en allemand : /ˈdɔʁnˌbɪʁn/,, ? Écouter [Fiche]) est une ville du Vorarlberg, en Autriche. Il s'agit de la ville la plus peuplée du Land.

## Géographie

### Généralités

Localisation de Dornbirn dans le Vorarlberg.

Dornbirn est située dans l'ouest du Vorarlberg, dans la vallée du Rhin, au pied du Karren, une montagne du massif du Bregenzerwald. Elle est proche des frontières avec la Suisse, l'Allemagne et le Liechtenstein. La Dornbirner Ach traverse la ville.
Dornbirn est le centre administratif du district de Dornbirn, dont elle constitue 70 % de la superficie (les autres villes du district étant Hohenems et Lustenau). Outre ces deux villes, elle borde 15 municipalités du district de Brégence (Lauterach, Wolfurt, Schwarzach, Bildstein, Alberschwende, Schwarzenberg, Reuthe, Mellau et Damüls) et 4 du district de Feldkirch (Laterns, Zwischenwasser, Viktorsberg et Fraxern).

### Subdivisions
Historiquement, Dornbirn regroupe quatre quartiers : Markt, Hatlerdorf, Oberdorf et Haselstauden. Au XXe siècle, elle annexe deux municipalités à l'ouest : Rohrbach et Schoren.

## Démographie

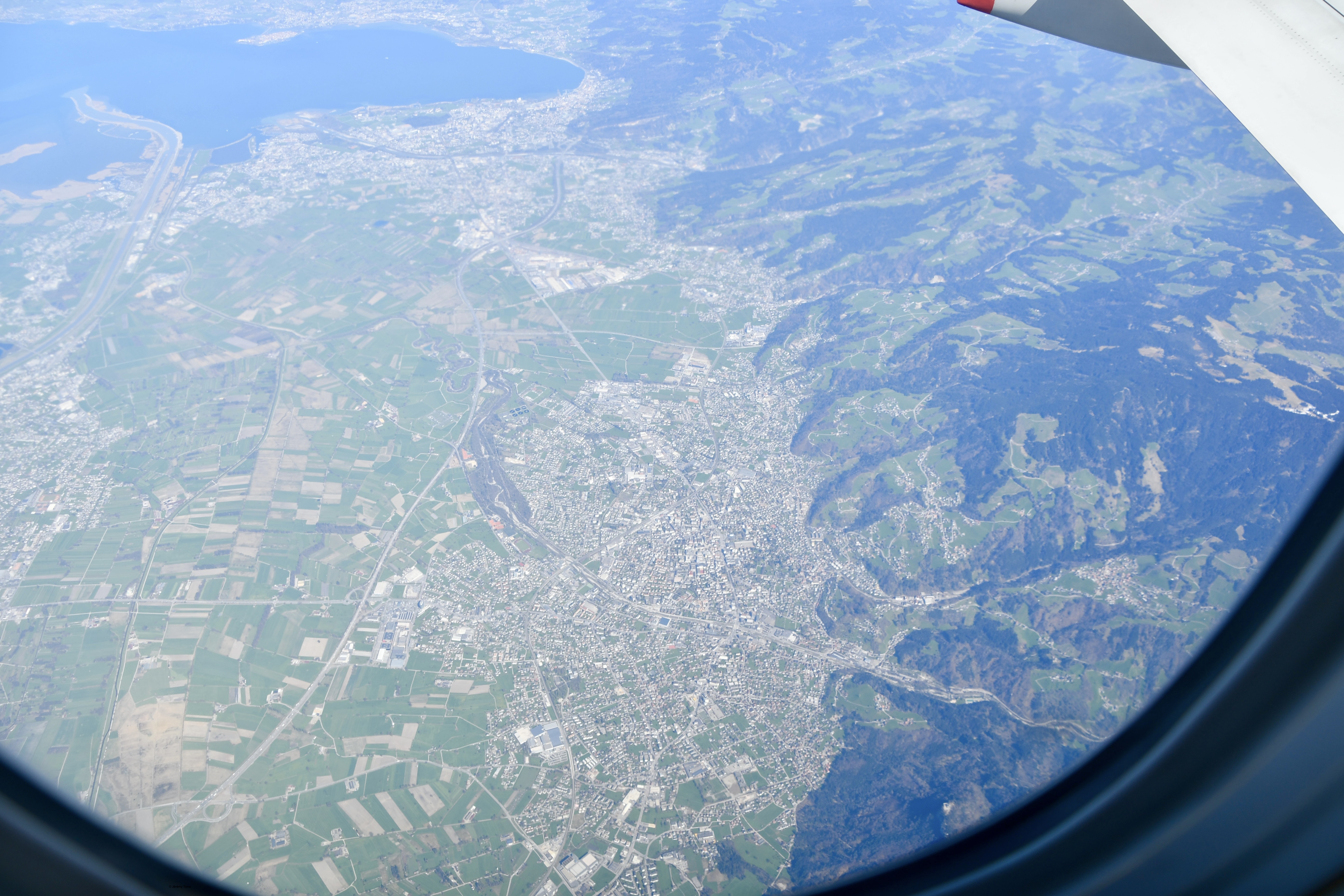
La ville vue d'avion.

En 2012, Dornbirn compte 46 080 habitants, c'est la ville la plus peuplée du Vorarlberg (devant Feldkirch et le chef-lieu du Land, Bregenz) et la 10e d'Autriche.

## Histoire

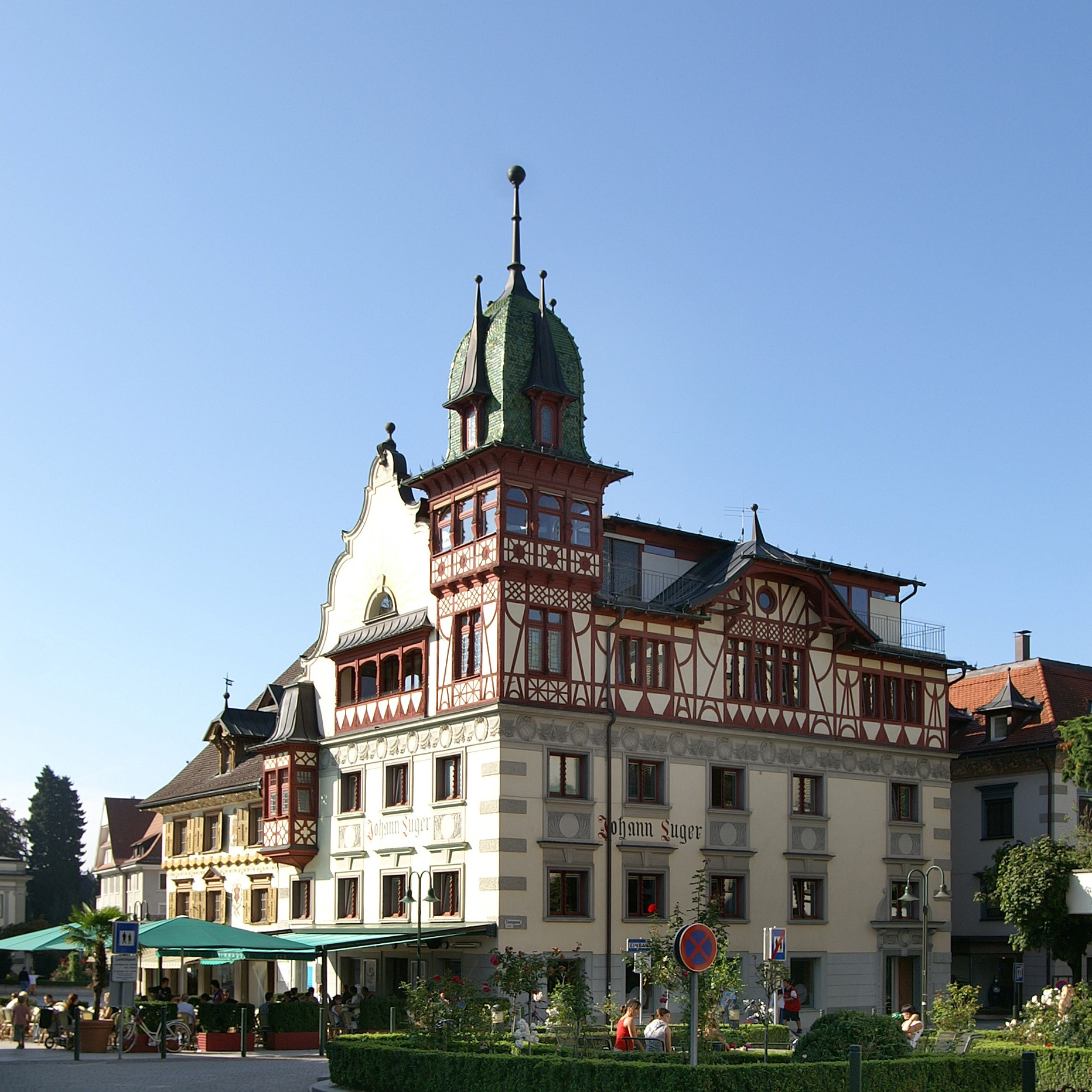
La Marktplatz (place du marché).

Les premières traces de présence humaine à Dornbirn remontent au Mésolithique. Le nom de la ville dérive de torrin puirron, c'est-à-dire le « village de Torro » (du nom d'un fermier alaman qui y vivait) ; il n'est pas lié aux poires (Birnen en allemand), même si le fruit est représenté sur le blason de la ville. Dornbirn est mentionnée pour la première fois en 895, dans un document de Saint-Gall.
Dornbirn passe aux mains des Habsbourg en 1380. En 1793, elle est élevée au rang de marché. Le statut de municipalité lui est donné en 1901. En 1932, Dornbirn annexe le village alpin d'Ebnit.

## Politique et administration

### Élections municipales de 2020
| Partis                    | Partis                                                 | Voix   | %     | +/-  | Conseillers | +/- |
| ------------------------- | ------------------------------------------------------ | ------ | ----- | ---- | ----------- | --- |
|                           | Parti populaire autrichien (ÖVP)                       | 7 526  | 43,53 | 0,68 | 17          | 1   |
|                           | Les Verts - L'Alternative verte (Grünen)               | 3 436  | 19,87 | 5,89 | 7           | 2   |
|                           | Parti social-démocrate d'Autriche (SPÖ)                | 2 403  | 13,90 | 6,07 | 5           | 2   |
|                           | Parti de la liberté d'Autriche (FPÖ)                   | 2 058  | 11,90 | 4,28 | 4           | 2   |
|                           | NEOS - La nouvelle Autriche et le Forum libéral (NEOS) | 1 466  | 8,48  | 2,82 | 3           | 1   |
|                           | HaK Dornbirn                                           | 400    | 2,31  | Nv.  | 0           | 0   |
|                           |                                                        |        |       |      |             |     |
|                           |                                                        |        |       |      |             |     |
| Suffrages exprimés        | Suffrages exprimés                                     | 17 289 |       |      |             |     |
| Votes blancs et invalides |                                                        |        |       |      |             |     |
| Total                     | Total                                                  |        | 100   | -    | 36          | 0   |
| Abstentions               |                                                        |        |       |      |             |     |
| Inscrits / participation  |                                                        |        |       |      |             |     |

Wolfgang Rümmele (parti populaire) est maire de Dornbirn depuis 1999.

### Jumelages
Dornbirn est jumelée avec les villes suivantes :
- Kecskemét (Hongrie) depuis 1993 ;
- Sélestat (France) depuis 2006 ;
- Dubuque (États-Unis).

## Culture

### Musées

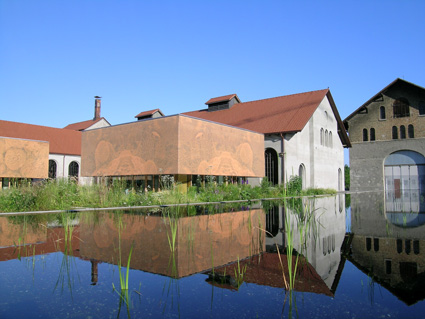
Le jardin aquatique du musée Inatura

#### Inatura
Le musée Inatura Erlebnis Naturschau Dornbirn est un musée interactif de découverte de la nature et d’histoire naturelle, situé dans le nouveau parc de la ville depuis 2003, sur un ancien site de production industrielle. Il comprend une surface d’exposition d’environ 3000 m² et est entouré d’un parc de 25 000 m². L’exposition s’articule autour des quatre espaces vitaux : montagne, forêt, eau et ville et comprend des animaux vivants et des espaces d’expérimentations  de phénomènes physiques et techniques.
Une boutique, un restaurant, une bibliothèque spécialisée et un département pédagogique  font également partie du musée. Le musée inatura est le musée le plus visité de la région du Vorarlberg.

#### Kunstraum Dornbirn
L'espace d'art (Kunstraum Dornbirn (de)) est une institution qui conçoit et présente des expositions dans le domaine de l'art pictural contemporain. Son sujet principal est « l’art et la nature ».
Le musée est hébergé dans une ancienne usine, avec une chaîne de montage de grand volume qui est un espace d’expression pour des artistes reconnus ou en devenir.

#### Krippenmuseum
Le musée des crèches (Krippenmuseum (de)) a été ouvert en 2003. La collection, qui s’agrandit régulièrement, regroupe plus de 150 crèches des quatre continents. Une centaine de crèches est exposée et renouvelée tous les ans. Les crèches à miroir, dans lesquelles un jeu de miroir en multiplie la profondeur, en sont une des particularités.

#### Musée Rolls-Royce

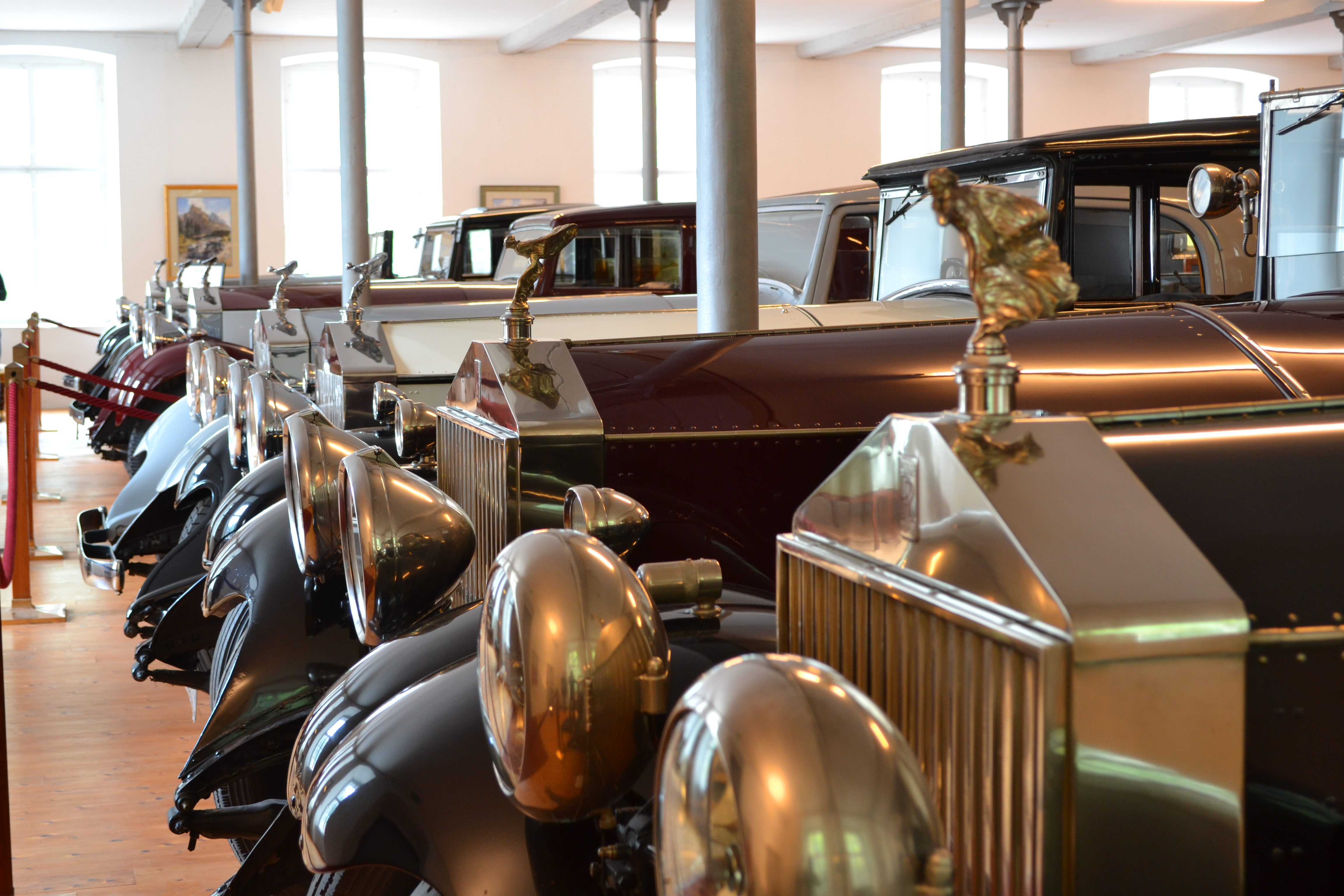
Le musée Rolls-Royce

Le Musée Rolls-Royce le plus grand musée du monde consacré à cette marque automobile. Franz Vonier fonda en 1968 à Klaus un atelier de réparation Rolls-Royce et rassembla une collection de véhicules des années 1923 à 1939. Cette collection fut ouverte au public en 1999. Elle comprend une centaine de véhicules originaux Rolls-Royce dont l’histoire complète est retracée, une centaine de pièces détachées, ainsi que des accessoires et des affiches. Les véhicules sont presque tous en état de marche et certains peuvent être loués. Les visiteurs peuvent visiter l’atelier.

## Architecture
Avec ses 49 m de hauteur, la tour Panoramahaus de Dornbirn est le plus haut bâtiment à usage commercial de la région du Voralberg. Il se situe à proximité du centre des congrès et de la sortie d’autoroute Dornbirn-süd (A14).
L'architecte autrichien Bernhard Bügelmayer a conçu ce corps de bâtiment elliptique en 2002. Après plus de 23 mois de travaux, il a été terminé en septembre 2005, pour un coût de 50 millions d’euros. Il comprend 13 étages, il est érigé sur un terrain de 8232 m². Il héberge un hôtel Four Points by Sheraton ainsi qu‘un centre de fitness.

## Nature
Le ‘Karren’ est un relief de Dornbirn, situé au sud-est de la ville, d’une altitude de 976 m. Un téléphérique de 520 m de dénivelé y donne accès. Sur le sommet boisé se trouve un restaurant panoramique et la" Karren-Kante", une plate-forme  de 12m suspendue au-dessus du vide. De la station, on peut monter au sommet du mont Staufen ou descendre au Lac Staufensee, en empruntant un sentier pédagogique.

## Culture

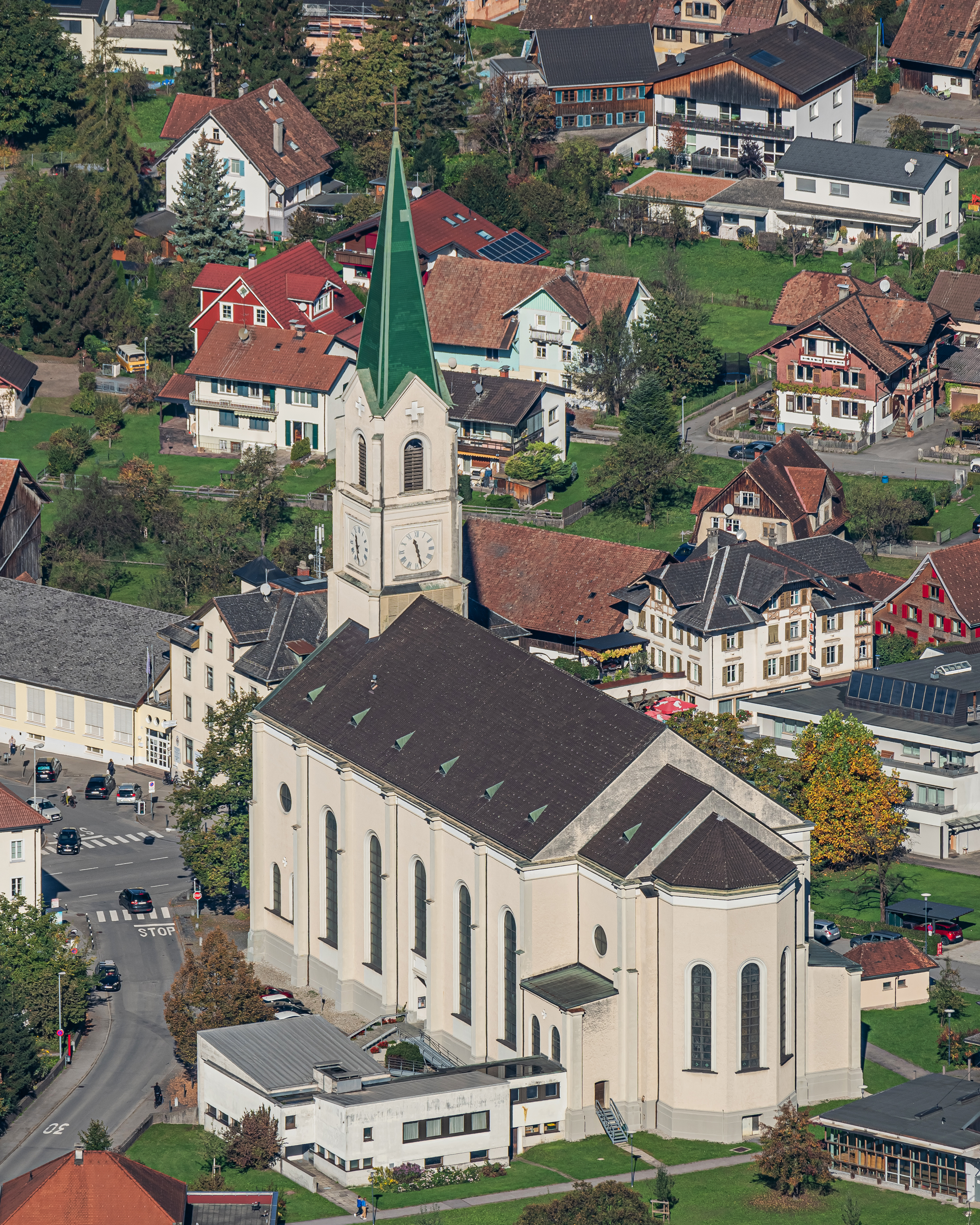
L'église St. Leopold à Hatlerdorf.

Plusieurs circuits de découverte de l'architecture du Vorarlberg passent par Dornbirn. Ces « Architektouren » sillonnent les régions rurales ou citadines, en voiture ou en transports publics. Ils incluent des visites dans des musées ou autres édifices publics, des pauses culinaires ou artistiques.

## Économie
La ville fut un important centre d'industrie textile, en déclin depuis les années 1980.
Les studios régionaux de l'ORF pour le Vorarlberg sont situés à Dornbirn.
L'entreprise manufacturière Zumtobel, cotée à l'Austrian Traded Index, est basée à Dornbirn, de même que le HENN Industrial Group, fournisseur de systèmes de raccordement pour applications industrielles.

La data:room est un projet innovant et un espace temporaire implanté dans le designforum de Dornbirn, dans lequel on se réunit de manière interdisciplinaire autour de questions définies, afin de créer de meilleures options de décision pour un développement durable de la région. Cette expérience avait pour question centrale : comment la pandémie a-t-elle modifié le comportement des visiteurs dans la destination du lac de Constance-Vorarlberg ? Différentes sources de données utilisées et mises en commun via un outil de collaboration. Des formats d'ateliers spécialement conçus, dans lesquels 4 à 8 testeurs expérimentent ensemble cette pièce, l'ensemble pour répondre avec cette question pour l'avenir touristique de la région et comment mieux s'y adapter dans la perspective perspective de développement durable,.

## Transport
Située au milieu de la vallée du Rhin, Dornbirn est un important centre de jonction des lignes de bus régionales et interrégionales, reliant Brégence au nord, Feldkirch au sud et Bregenzerwald à l'est. L'autoroute A14 la traverse en direction de l'ouest. Le tunnel Achrain, ouvert en 2009, relie directement Dornbirn/Haselstauden avec la région d'Alberschwende/Bregenzerwald.
La gare ÖBB de Dornbirn est un arrêt important pour les trains venant de l'ouest ou de l'est.
Un petit aéroport est situé à proximité, à Hohenems.

## Éducation
Dornbirn comprend une Fachhochschule, l'Université des sciences appliquées du Vorarlberg, deux lycées généraux et une Höhere Technische Lehranstalt.

## Sports
Le RHC Dornbirn est l'une des principales équipes autrichienne de roller in line hockey.
Le club de baseball et softball a été fondé en 1990, et a remporté le titre autrichien deux fois.
Le FC Dornbirn 1913 évolue en Championnat d'Autriche de football D2.

### World Gymnaestrada
La ville a accueilli la World Gymnaestrada en 2007 ainsi qu'en 2019. En 2007, plus de 22 000 gymnastes de 53 nations sont venus dans le Vorarlberg. Des démonstrations quotidiennes de groupes ont eu lieu sans interruption entre 9h00 et 18h00 heures dans huit salles d'exposition. 16 soirées des nations avec des spectacles de gymnastique variés et 3 galas FIG avec des groupes de pointe sélectionnés ont été présentés. Il y a également eu des démonstrations en grand groupe au stade Reichshof de Lustenau ainsi que des spectacles sur 8 scènes extérieures à Höchst, Hard, Brégence, Wolfurt, Dornbirn, Hohenems, Rankweil et Feldkirch.
La Gymnaestrada 2019 s'est déroulée du 7 au 13 juillet 2019 pour la deuxième fois à Dornbirn. Sous la devise « Come together. Show your colours! » jusqu'à 20 000 athlètes de plus de 60 nations étaient attendus.

## Personnalités
- Karl Cordin, skieur alpin
- Margret Dünser, journaliste
- Ingrid Eberle, skieuse alpine
- Elfi Graf, chanteuse
- Yvonne Meusburger, joueuse de tennis
- Tamira Paszek, joueuse de tennis